# Clemens-August-Gymnasium
Das Clemens-August-Gymnasium ist das erste staatliche Gymnasium der Stadt Cloppenburg. Die Schule wird von rund 1350 Schülern besucht.

## Geschichte

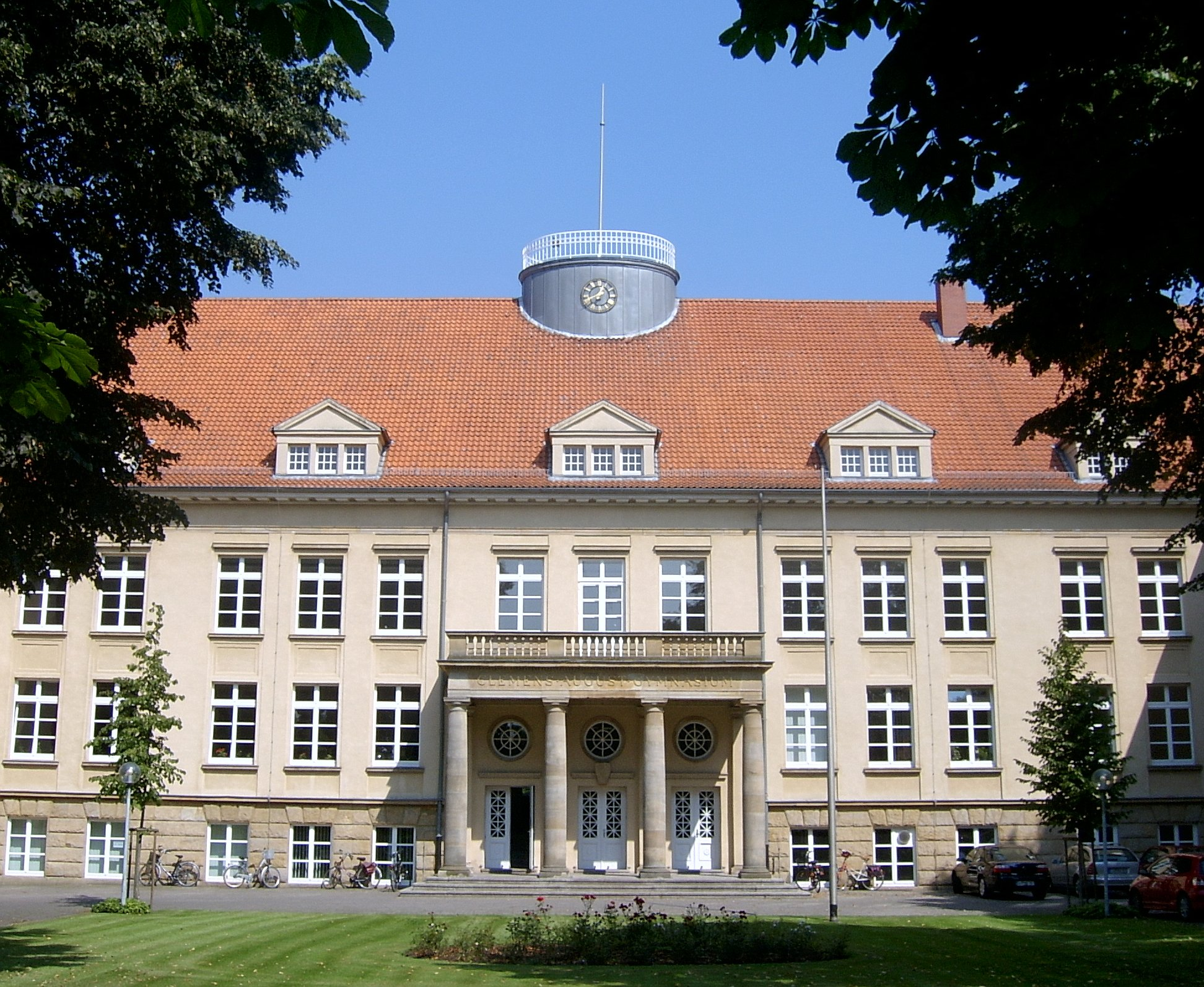
Die Front des Hauptgebäudes

Die Schule wurde im neo-klassizistischen Stil errichtet und am 24. April 1914 als „Großherzoglich Oldenburgisches Realprogymnasium“ eröffnet. In den Anfangsjahren ab 1914 wurden nur die Klassen 5 bis 10 unterrichtet. Ab 1920 wurde es zum regulären Gymnasium ausgebaut, 1923 wurden die ersten Abiturzeugnisse ausgestellt.
Im Zweiten Weltkrieg wurde das Gebäude als Lazarett und Krankenhaus genutzt, auch Entbindungen fanden dort statt.

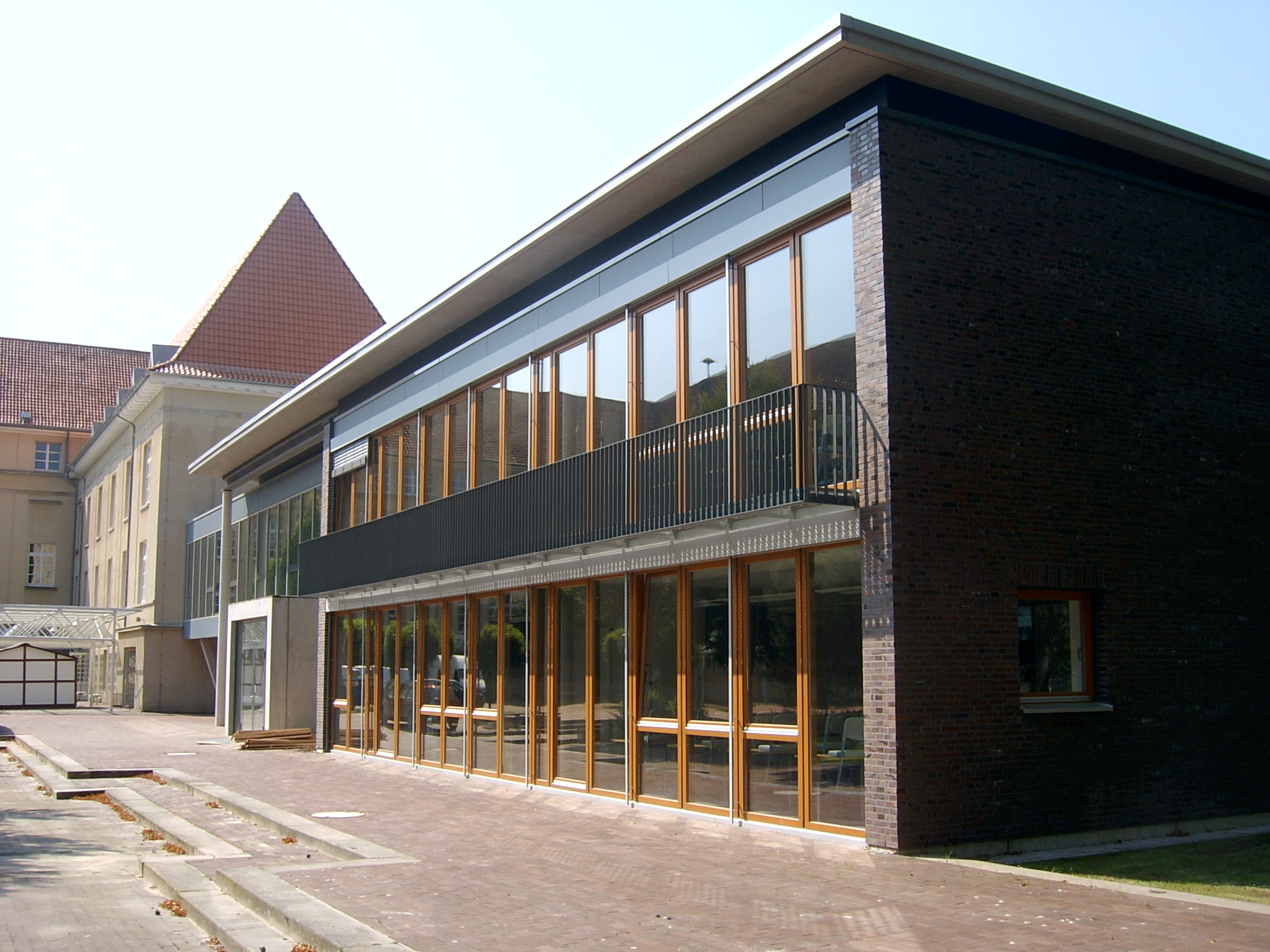
Neuer Trakt (Atrium)

Im Jahre 1946 wurden die Räume wieder für den Schulbetrieb freigegeben, die Schule als „Staatliches Gymnasium Cloppenburg“ wiedereröffnet. Am 28. September 1949 wurde es nach dem Bischof von Münster Clemens August Graf von Galen in Clemens-August-Gymnasium umbenannt. 1964 wandelt sich das bisherige Jungengymnasium zur Koedukationsschule, zum Schuljahr 1967/68 wurde dem Altsprachlichen Zweig ein Neusprachlicher Zweig hinzugefügt.
Am 1. August 1985 wurde die Schule mit dem 1971 gegründeten zweiten staatlichen Gymnasium in Cloppenburg, dem Gymnasium II, zusammengelegt.
Der 2.800 m² große Erweiterungsbau wurde am 3. September 2005 den Lehrern und Schülern übergeben und kostete rund 3,2 Millionen €. Der Entwurf stammt von den Architekten Lube, Schoppa, Krampitz-Mangold aus Darmstadt.
Die 1953 durch den Künstler Paul Dierkes aus Cloppenburg gestaltete Marmorskulptur des Namenspatrons konnte durch die finanzielle Unterstützung der regionalen Stiftung der Landessparkasse zu Oldenburg, der Öffentlichen Versicherung, des Ehepaars Imsiecke und des Ehemaligenvereins restauriert werden. Seit 2006 präsentiert sich diese Skulptur jedem Besucher im Eingangsbereich. Eine zusätzlich angebrachte Bronzetafel unterhalb des Kunstwerks gibt nähere Auskunft über die Einstellung von Clemens August zu den Nationalsozialisten.

Im Jahr 2011 erfolgten einige Umbaumaßnahmen: das Lehrerzimmer wurde in den Westflügel verlegt und vor dem Gymnasium eine Mensa für den Ganztagesbetrieb erbaut. 

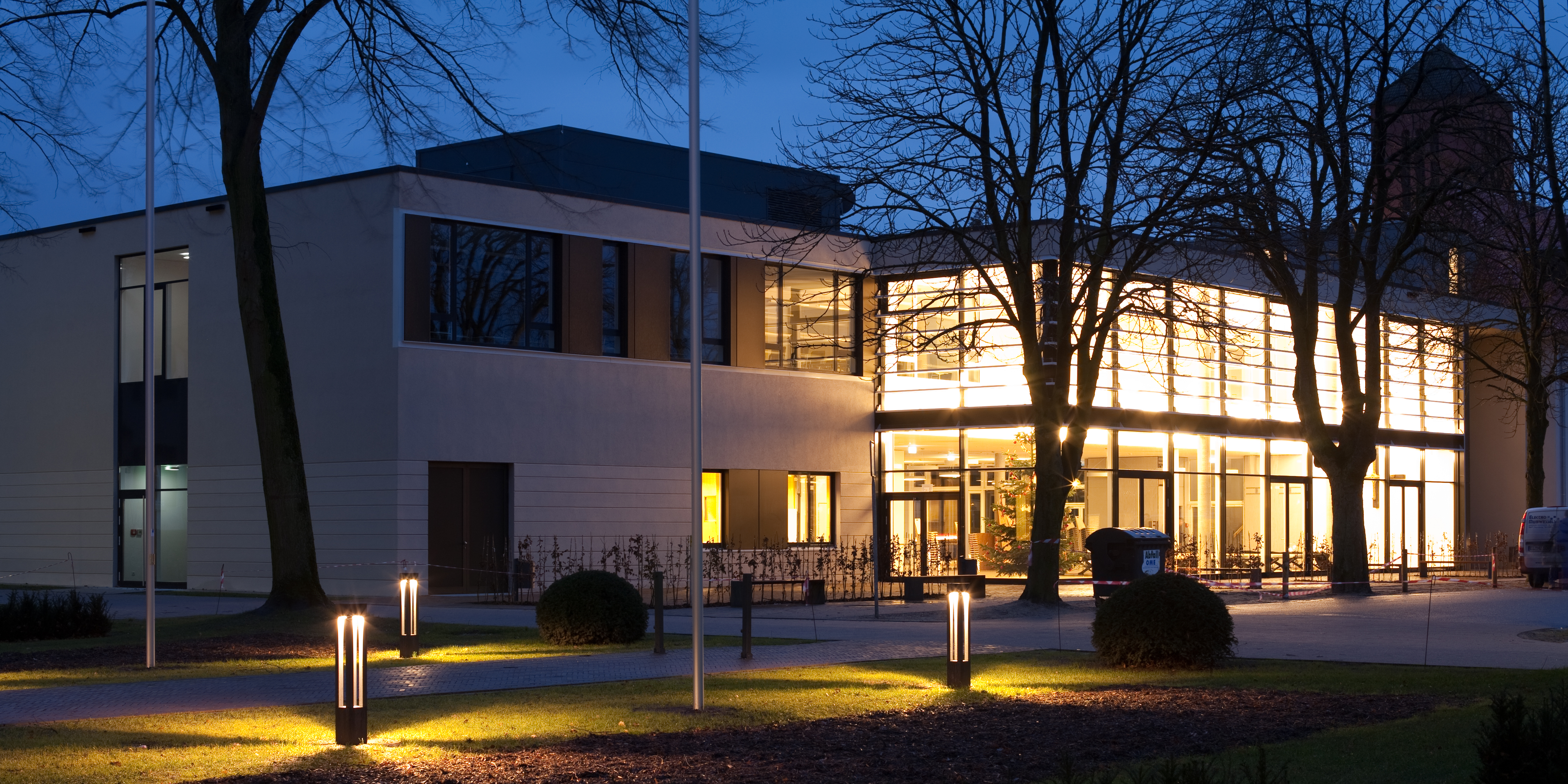
Das Mensagebäude und das ehemalige Finanzamt

Die Schule konnte einen beträchtlichen Anstieg der Schülerzahlen verzeichnen: Von etwa 560 im Jahre 1997 über 760 im Jahre 2002 auf die Zahl von über 1.485 im Jahre 2004 und auf 1.641 zu Beginn des Schuljahres 2007/08.
Seit dem 1. März 2014 wird die Schule von Frau Ovelgönne-Jansen geleitet. Sie tritt damit die Nachfolge von Herrn Hachmöller an, der zum Schuljahr 2013/14 als Schulleiter an die deutsche Schule in Mailand wechselte.

## Europaschule
Am 12. August 2010 wurde dem CAG in Würdigung der vielfältige europäischen Aktivitäten offiziell der Titel „Europaschule“ verliehen. Es findet ein regelmäßiger Schüleraustausch mit Bernay (der Partnerstadt Cloppenburgs), Caen, Paris, Beuthen (Polen) und Zwolle (Niederlande) statt.
Seit einigen Jahren nimmt die Schule aktiv an Comenius-Projekten teil: 2005 bis 2008 unter dem Motto „Enjoy Your Life – Eat Properly“, 2008 bis 2010 unter dem Titel „Critical Citizenship in Europe“ und 2012 mit dem Thema „Wasser- alles fließt“. In diesem Rahmen entstanden Kontakte zu Schulen in Spanien, Italien, Frankreich, Litauen, der Türkei, Ungarn, Polen und Slowenien. Besonders lange arbeitet das CAG mit der IES Domingo Miral (Jaca, Spanien) zusammen.

## Engagement

### Engagement für die Dritte Welt
Finanziell unterstützten von 1988 bis 2011 das Gymnasium und die Katholische Pfarrei St. Jakobus in Bad Endorf die Landwirtschaftsschule Escola Familia Agricol (EFA) in Coroatá, Maranhão, Brasilien. Die Schule wurde von Pater Wilmsen (bekannt als Pater Carlos) gegründet, um der lokalen Bevölkerung die Möglichkeit zu geben, durch Bildung sich eine Existenz sichern zu können. Mittlerweile ist sein Nachfolger Pater Alfrede Schulleiter und die Einrichtung steht unter der Aufsicht des deutschstämmigen Bischofs Reinhard Pünder. Er lebt seit 1972 in Brasilien und wurde durch Hélder Câmara, Erzbischof von Recife, zum Bischof geweiht. Seit 1978 ist er Diözesanbischof von Coroatá. Das Prinzip der Landwirtschaftsschule ist es, Schülern aus Dörfern in einigen Wochen ein Wissen zu vermitteln, das diese Schüler nach ihrer Rückkehr an andere Dorfbewohner weitergeben können. Den Menschen wird also eine Möglichkeit geboten, sich selbst zu helfen.
Für die Erwirtschaftung der Spenden haben sich zahlreiche Aktionen bewährt: Adventstombola und der Kuchenverkauf, Verkauf von Blumen-, Weihnachts- und Osterkarten, selbstgetöpferter Tonschäfchen, alten Büchern, alten CDs, Schuheputzen, Lesemarathon, Weihnachtsmann- und Osterhasenaktion, Kollekten bei der Schulmesse und dem Gottesdienst der Abiturienten, Welthungerlauf und Brasilienwandern. Das Spendenvolumen lag insgesamt bei über 60.000 €. Schon kurz vor der Pensionierung von Frau Anke Engelhardt, die das Projekt maßgeblich betreute, zeichnete sich ab, dass das Projekt einen erfolgreichen Abschluss finden würde.
Das Clemens-August-Gymnasium unterstützt seit 2011 die Wakkerstroom Wes Gesamtschule in Südafrika. Die Jugendlichen in Südafrika und in Deutschland sind ungefähr im gleichen Alter. Es besteht ein reger und regelmäßiger Austausch über soziale Netzwerke zwischen den Jugendlichen, wodurch die Übersee-AG-Mitglieder zusätzlich Einblicke in die südafrikanische Kultur erhalten.

### Engagement im Schulsanitätsdienst
Seit November 2016 bietet das Clemens-August-Gymnasium die Arbeitsgemeinschaft (AG) Schulsanitätsdienst an. Hierbei lernen Schüler als Teilnehmer dieser AG die Erste Hilfe schon in frühen Jahren und erweitern diese ebenfalls. Leiterin des Schulsanitätsdienstes ist die Lehrerin Petra Bartels. Unterstützung erhalten die Schulsanitäter vom DRK Cloppenburg. Diese bilden die Schüler aus und fort, sodass für einen stetigen Lernfortschritt bzgl. Erster Hilfe in der Schule gesorgt ist.

## Persönlichkeiten
- Hans Troschel (1899–1979), Maler, Kunstlehrer am Clemens-August-Gymnasium
- Heinrich Grafenhorst (1906–1970), katholischer Priester und Bischöflich Münsterscher Offizial in Vechta
- Ernst Henn (1909–1945), Vikar, Abitur 1927
- Wilhelm Wöste (1911–1993), Weihbischof des Bistums Münster, Abitur 1931
- Helmut Ottenjann (1931–2010), Volkskundler und Prähistorischer Archäologe
- Wilfried Körtzinger (1933–2022), Künstler, von 1967 bis 1996 Kunsterzieher am Clemens-August-Gymnasium Cloppenburg
- Hubert Wurmbach (1938–2015), Philologe, Hochschullehrer an der Universität Köln
- Manfred Zapatka (* 1942), deutscher Schauspieler, lebte lange in Cloppenburg, Abitur am Clemens-August-Gymnasium 1962
- Ludger Lütkehaus (1943–2019), deutscher Literaturwissenschaftler
- Hans Eveslage (* 1947), Lehrer und Politiker (CDU)
- Bernd Kessens (* 1948), Schriftsteller, Romane über das Oldenburger Münsterland
- Hubert Gelhaus (* 1950), Autor
- Heinrich Timmerevers (* 1952), Weihbischof in Münster, Bischof im Bistum Dresden-Meißen, Abitur 1972
- Richard Wiese (* 1953), Linguist und Professor Philipps-Universität Marburg, Abitur 1971
- Hubert Bahl (* 1955), deutscher Mikrobiologe
- Katharina Köhntopp (* 1963), deutsche Schauspielerin
- Mechthild Lanfermann (1969–2024), Journalistin und Schriftstellerin
- Ute Tellmann (* 1971), Soziologin und Hochschullehrerin
- Marco Beeken (* 1981), Professor für Didaktik der Chemie an der Universität Osnabrück
- Stephan Christ (* 1991), Politiker (Bündnis 90/Die Grünen), Abitur 2010